# 장승포시

기

장승포시(長承浦市)는 경상남도 동부 지역에 있었던 행정 구역이었다. 거제군과 통합하여 현재는 거제시가 되었다.

## 개요
면적 30.1km2이며 옥녀봉(玉女峰:565m)·국사봉(國士峰:470m)을 주봉으로 하는 산지로 둘러싸여 옥포만에 면해 있는 지역이다. 1938년 통영군 이운면(二運面)이 장승포읍으로 승격되고 1953년 통영군에서 거제군으로 관할이 옮겨졌다. 1973년 대우조선소가 들어서면서 인구가 유입되었고 1989년 1월 장승포시로 승격되었다.
하지만 1994년 도시와 농촌의 복합 형태의 행정구역을 개편하는 정부시책(도농통합)으로 1995년 1월 관내 장승포·마전(麻田)·능포(菱浦)·아주(鵝州)·옥포 1·2동 등 6개 동을 거제군과 통합, 거제시로 개편하였다. 행정구역상으로는 1989년 이전의 거제군 상태로 되돌아갔다. 통합 당시의 인구는 약 5만을 헤아렸다.

## 연혁
- 1989년 1월 1일 장승포읍이 장승포시로 승격하여 거제군과 분리되었다.

| 법률 제4050호        |                                                             |
| 구 행정구역          | 신 행정구역                                                 |
| 거제군 장승포읍 일원 | 장승포시 능포동, 장승포동, 마전동, 옥포1동, 옥포2동, 아주동 |

- 1995년 1월 1일 장승포시와 거제군을 통합하여 거제시를 설치하였다.